# Amilcar Type M 3

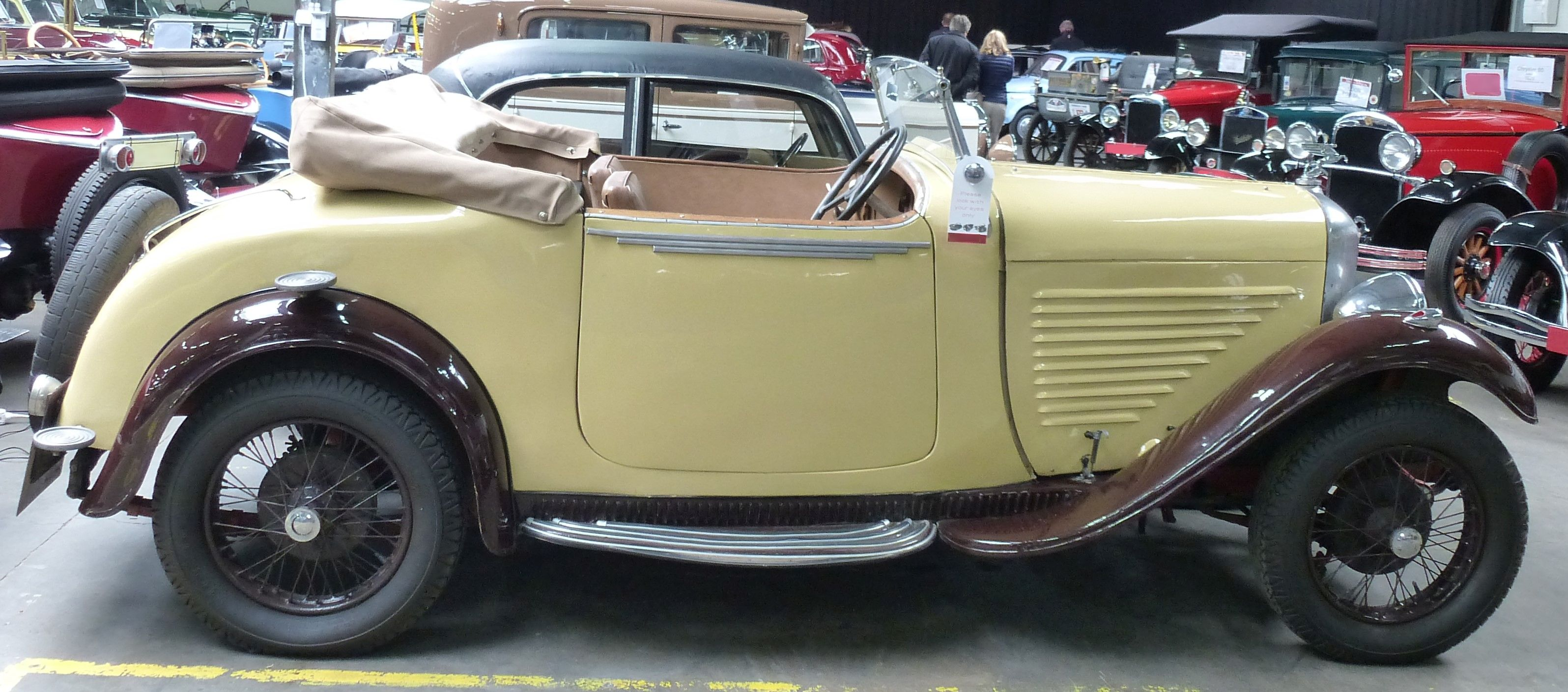
Amilcar Type M 3 als Cabriolet

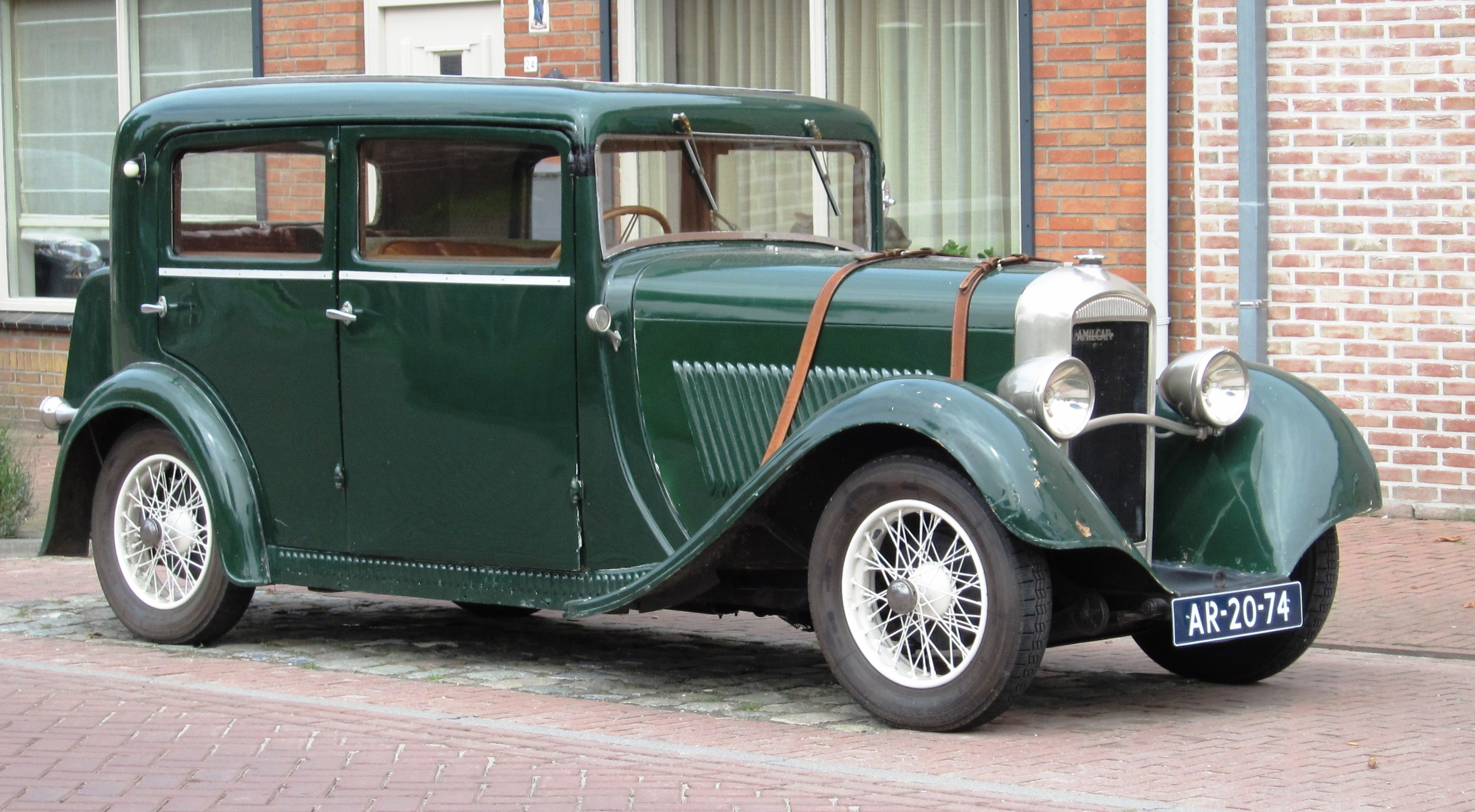
Und als Limousine

Der Amilcar Type M 3 (kurz Amilcar M 3) war ein Pkw der französischen Marke Amilcar. Es gibt auch die Schreibweise Amilcar Type M3.

## Beschreibung
Amilcar präsentierte das Modell im Oktober 1931 als Nachfolger des Amilcar Type M 2.
Der Vierzylindermotor hatte weiterhin 60 mm Bohrung, 110 mm Hub, 1244 cm³ Hubraum und 7 Cheval fiscal. Nun war die Motorleistung mit 27 PS angegeben. Typisch für die Zeit war die Thermosiphonkühlung.
Das Fahrgestell war gegenüber dem Vorgängermodell niedriger. Der Radstand war um 25 mm auf 2675 mm verlängert worden. Die Spurweite betrug vorne 1210 mm und hinten 1240 mm. Das Leergewicht war je nach Karosserie mit etwa 1000 kg angegeben.
Die Karosserien waren moderner gestaltet. Bekannt sind Limousine mit zwei und mit vier Türen, Cabriolet, Coupé und Roadster. Die Kühlluftschlitze in den Seiten der Motorhaube waren zumindest in den meisten Fällen waagerecht und nicht mehr senkrecht. Die letzten Modelle wurden Aerodynamic genannt. Sie waren stromlinienförmig gestaltet. Der Kühlergrill war schräg. Die vorderen Türen waren an der B-Säule angeschlagen und verliefen vorne nicht senkrecht nach unten. Der Kofferraum war in das Heck integriert. Eine Abbildung zeigt eine Limousine mit schrägen Kühlluftschlitzen.
Im August 1934 wurde das Modell eingestellt. Die Motoren hatten die Seriennummern von 85.001 bis 87.725, was auf maximal 2725 Fahrzeuge hindeutet. An anderer Stelle in der Literatur werden exakt 2256 Fahrzeuge angegeben.
Erst ab 1937 bot Amilcar mit dem Amilcar Compound wieder ein Fahrzeug dieser Klasse an.
Artcurial versteigerte 2018 ein Cabriolet von 1932 für 15.496 Euro.